# Нотрим

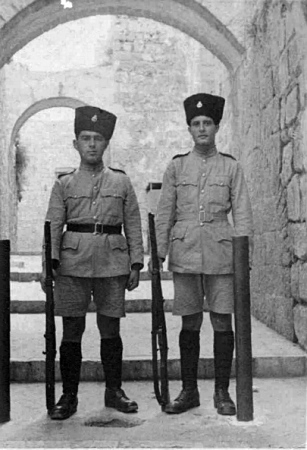
Нотрим: «гаффиры» (спецназ полиции), 1937 г.

Нотрим (ивр. נוטרים‎, Охранники) — еврейские полицейские силы, созданные британцами в подмандатной Палестине в 1936 году для помощи в защите жизни и имущества евреев во время арабского восстания 1936—1939 годов в Палестине. Нотрим разделялись на внештатных полицейских и высокомобильную полицию в еврейских поселениях. Члены полицейских частей нотрим почти полностью укомплектовывались членами Хаганы.
В службе нотрим тысячи молодых людей получили свой первый опыт военной подготовки, что Моше Шарет и Элияху Голомб считали одним из плодов политики сдержанности проводимой тогда Хаганой.
Британские власти поддерживали, финансировали и вооружали нотрим до окончания Мандата, хотя они знали, что полицейские силы, номинально подотчетные британской администрации, реально контролировались Хаганой.
После Второй мировой войны части нотрим стали ядром израильской военной полиции.

## История во время Второй мировой войны
6 августа 1940 года Энтони Иден, британский военный секретарь, сообщил парламенту, что Кабинет министров принял решение о наборе арабских и еврейских подразделений в качестве батальонов Королевского полка Восточного Кента («Баффы»). 3 сентября на обеде с Хаимом Вейцманом Уинстон Черчилль одобрил широкомасштабный набор еврейских сил в Палестину и подготовку их офицеров. Еще 10 000 человек (не более 3000 из Палестины) должны были быть завербованы в еврейские подразделения британской армии для обучения в Соединенном Королевстве.
Столкнувшись с наступлением фельдмаршала Роммеля в Египте, британское правительство решило 15 апреля 1941 года, что 10 000 евреев, рассредоточенных по отдельным оборонительным отрядам баффов, должны быть готовы к военной службе на уровне батальона и что еще 10 000 должны быть мобилизованы вместе с 6000 нештатных полицейских и от 40 000 до 50 000 нотрим. Планы были утверждены фельдмаршалом Джоном Диллом.
Руководитель Специальных операций в Каире одобрил предложение Хаганы о партизанских действиях в северной Палестине во главе с Пальмахом, в рамках которого Ицхак Саде разработал «План Север», предусматривающий создание вооруженного анклава на хребте Кармель, из которого ишув мог защищать регион и при необходимости атаковать нацистские линии связи и снабжения. Британская разведка также обучила небольшую радиосеть под руководством Моше Даяна действовать в качестве шпионских ячеек в случае вторжения Германии.